# Jacinto Susviela
Jacinto Susviela (Maldonado, Uruguay, 29 de diciembre de 1825 – Montevideo, 14 de septiembre de 1911) fue un abogado, jurista y político uruguayo perteneciente al Partido Blanco.

## Vida
Hijo de Juan Santiago Susviela Llano y Jacinta de Mendoza Extremera. Casado con Adela Alsina Quintana.  
Estudió y se doctoró en leyes en Buenos Aires, en tiempos de Juan Manuel de Rosas, y se vinculó al Partido Blanco, aunque no tuvo casi militancia efectiva hasta 1864, en plena Invasión Brasileña de 1864. En los años anteriores ejerció la magistratura como juez en lo civil y lo criminal en varios juzgados del interior y luego como miembro supremo del Tribunal de Justicia durante 1859, hasta 1864. Ese mismo año fue designado ministro de Guerra y Marina por el presidente interino Atanasio Aguirre. Después del triunfo de los Imperiales, apoyados por los revolucionarios colorados, de Venancio Flores, emigró a Argentina, donde vivió hasta 1905 dedicado al ejercicio de la abogacía. Allí militó activamente contra la presidencia de Bartolomé Mitre, por lo que fue encarcelado.
Regresó a Montevideo, en 1905.

### Obras
Algunas de sus obras son:
- Reconquista de Buenos Aires: a los orientales del 18 de julio de 1806 (1896).[3]
- Junta de gobierno de Montevideo en 1808 (1897).
- Cartas sobre historia política de la Oriental publicadas en "La Patria" (1899).
- Apuntes sobre las libertades individuales (1900).
- Proyecto de nomenclatura para las calles y plazas de Montevideo (1903).[4]